# 清州クォク氏
清州鴌氏（チョンジュグォクし; 朝: 청주궉씨）は、朝鮮の氏族の一つ。本貫は清州。鴌氏自体、非常に人口が少なく文字も特殊な珍しい姓氏である。

## 解説
清州鴌氏の始祖は中国世系であり、壬申倭乱の時、明の援軍として入国してきた鴌時永（クォク・じえい、궉시영; クォク・シヨン）である。倭軍との戦闘で副将として功績を上げ、忠誠公の諡号を受けた。
1985年経済企画院実施の人口センサスの集計結果では、清州鴌氏は23世帯97名、2000年統計庁実施の人口住宅総調査に伴う姓氏および本貫集計結果では、47世帯164名であった。2015年の調査では119名である。
鴌氏宗親会の鴌英秀（궉영수; クォク・ヨンス、クォク・えいしゅう）総務は「確認された宗親が300名にも達しえず、子孫に恵まれないようだ」と言いつつ、「4-5代続いての1人息子もありふれている」と言った。

### 著名な人物
- 鴌彩伊 - 清州鴌氏19代孫[5]。大韓民国国家代表として、2004年世界ローラースピードスケーティング選手権大会2冠王[1]。